# 米拉马斯
米拉马斯（法語：Miramas，發音：[miʁamas]），法国东南部城市，普罗旺斯-阿尔卑斯-蓝色海岸大区罗讷河口省的一个市镇，隶属于伊斯特尔区，其市镇面积为25.7平方公里，2022年1月1日时人口数量为25,891人，在法国市镇中排名第348位（2022年）。
米拉马斯位于罗讷河口省中部，贝尔潟湖北端，是一个区域性的中心城市和铁路交通枢纽，巴黎—马赛铁路、阿维尼翁—米拉马斯铁路和米拉马斯—莱斯塔克铁路三条复线电气化铁路在此交汇。

## 地名来源
“Miramas”的名称来源尚存在争议，根据当地官方网站的论述，该名称可能出自古罗马人修建的“Marthe”城池，亦可能与盖乌斯·马略有关，或亦可能出自姓氏“Miromaris”。
米拉马斯所处区域历史上曾通行奥克语普罗旺斯方言，“Miramas”在奥克语维基百科条目（2025年4月版本）中对应的拼写为“Miramàs”，在同语言的Openstreetmap中则被标记为“Miramars”。

## 历史

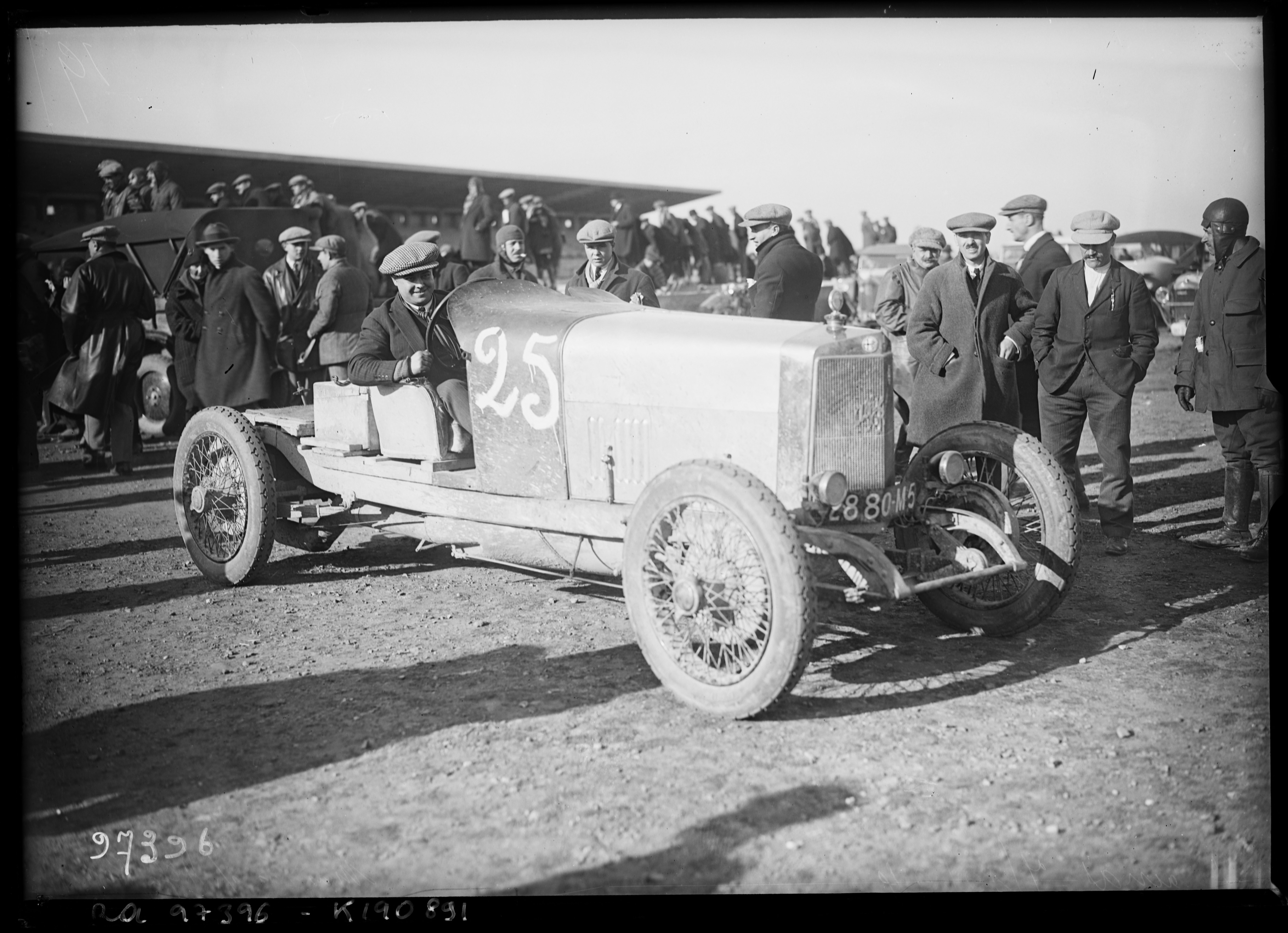
米拉马斯赛车场（1924年）

米拉马斯的早期历史尚不清楚。根据当地官方网站的论述，米拉马斯最初于公元964年被记载于良八世的一份手记中，彼时该地为蒙马儒修道院的一处领地。中世纪末，米拉马斯城镇因战乱而迁徙，1481年普罗旺斯并入法兰西王国后该区域逐渐稳定。法国大革命后，米拉马斯成为罗讷河口省的一个市镇。工业革命期间，途径米拉马斯的巴黎—马赛铁路、阿维尼翁—米拉马斯铁路和米拉马斯—莱斯塔克铁路相继建成通车，米拉马斯成为普罗旺斯地区的重要铁路枢纽，当地人口数量逐年增加，其火车站附近的君士坦丁城（Cité Constantine）成为一个大型的铁路社区。1924年，米拉马斯境内建成赛车场，后者于1986年被汽车制造商BMW购买用作汽车试验场地。1989年，米拉马斯站新站房建成投入使用。

## 地理

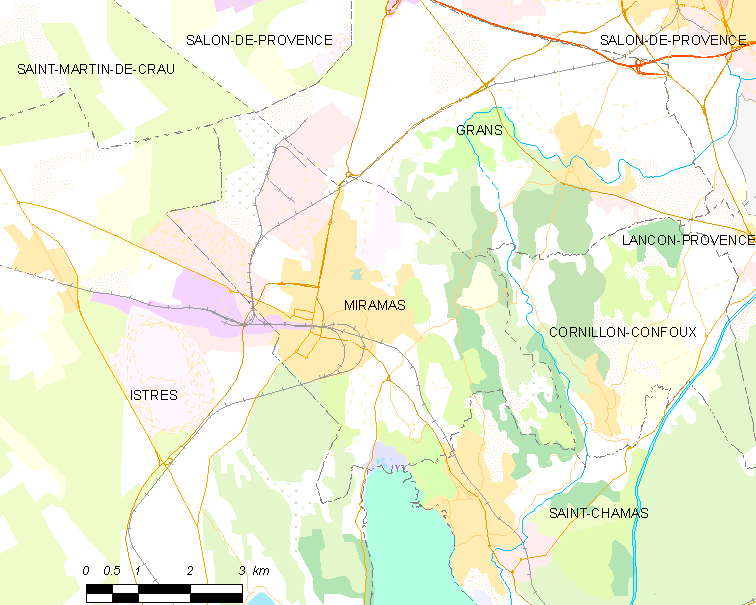
米拉马斯市镇范围地图

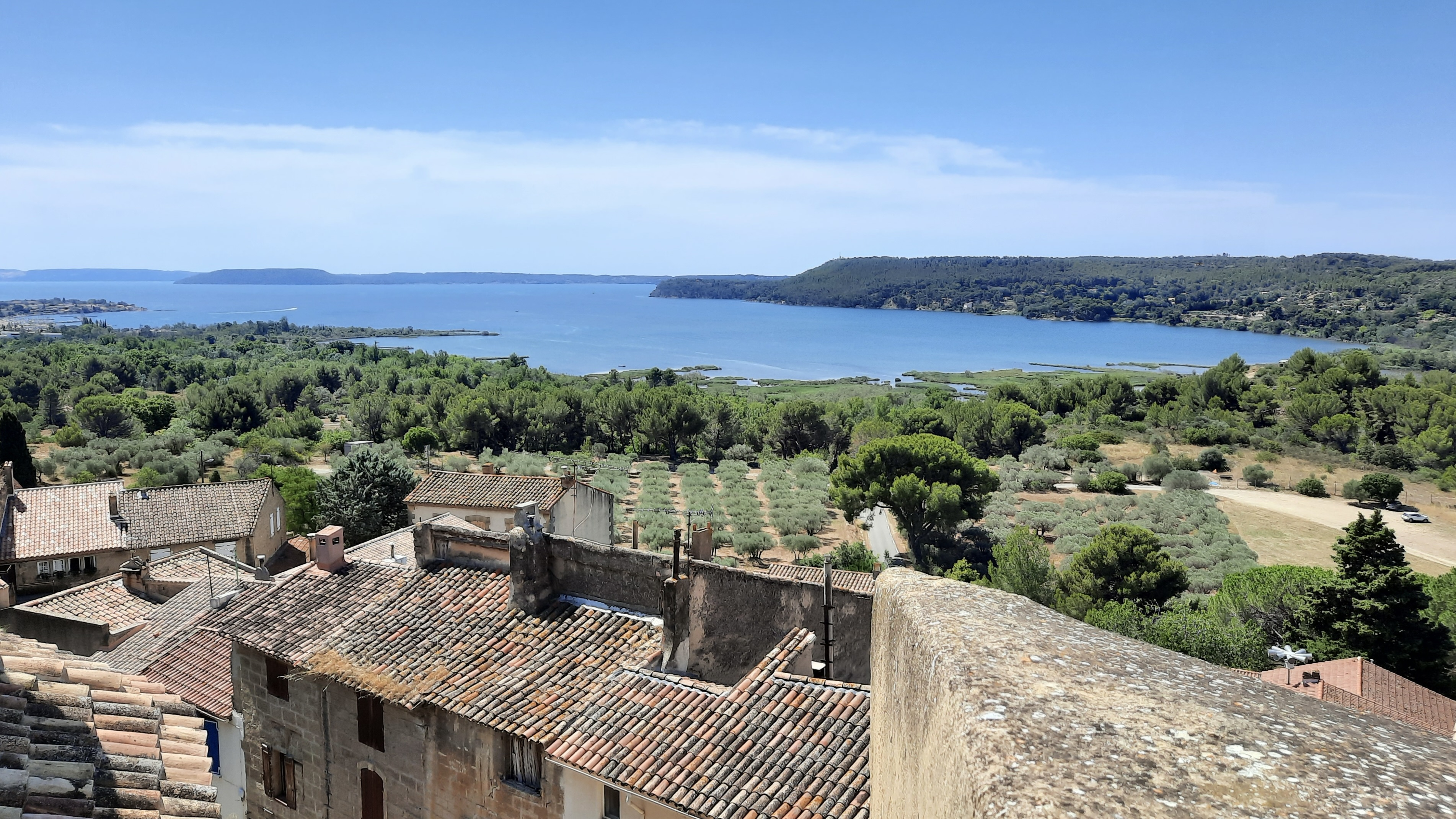
从镇中心眺望贝尔潟湖

米拉马斯位于法国东南部，普罗旺斯-阿尔卑斯-蓝色海岸大区西南部和罗讷河口省西北部，距离省会马赛大约58公里。与米拉马斯接壤的市镇包括：科尔尼永-孔富克斯、格朗斯、伊斯特尔、圣沙马和圣马丹德克罗。

### 地形
米拉马斯位于卡马格三角洲腹地，境内以平原和浅丘为主，市镇中心及西侧地带的地势较为平坦，东侧为丘陵，全境海拔在0到125米之间。

### 水文
米拉马斯位于贝尔潟湖北端沿岸，一条人工开凿的运河从市区西侧通过，此外市区东北部的圣叙尔皮斯水塘（Plan d'eau de Saint-Sulpice）是当地的一处城市景观水域。

### 植被
米拉马斯属于温带阔叶混交林区，林地多分布于市区东部的坡地地带，镇中心的卡赖尔公园（Parc de La Carraire）是当地的一处城市绿地。
在鲜花城市的评比中，米拉马斯被评为3星级鲜花城市。

### 自然灾害
米拉马斯的地震危险度等级为3级，属于中度危险；氡辐射等级为1级，属于低危险。1982至2025年4月间，米拉马斯境内共发生5次有记录的自然灾害，其中3次洪涝，1次干旱。

### 气候
米拉马斯在柯本气候分类法中属于地中海气候（Csb）。

## 行政区划
米拉马斯的市镇编号为13063，邮政编号为13140。
在行政管理方面，米拉马斯隶属于法国普罗旺斯-阿尔卑斯-蓝色海岸大区罗讷河口省伊斯特尔区；在地方选举方面，米拉马斯隶属于普罗旺斯地区萨隆第二县，其市镇范围全境被划入罗讷河口省第十六选区；在社会管理方面，米拉马斯是艾克斯-马赛普罗旺斯都会区的组成部分。
米拉马斯市镇被划为六个街区，自2009年起实行街区自治制度。截至2025年4月，米拉马斯市镇范围内暂无安全优先街区；拉卡赖尔（La Carraire）和拉马耶（La Maille）两个街区为城市政策优先街区。
法国国家统计与经济研究所（简称“INSEE”）在进行数据统计时，将米拉马斯及相邻的另外49个市镇设为马赛-普罗旺斯地区艾克斯城市核心区，另将米拉马斯市镇单独划为米拉马斯城市辐射区。 此外，INSEE还将米拉马斯市镇分为了11个“块区”（IRIS），以便于统计人口分布情况。

## 交通

### 公路
法国国道N569线和罗讷河口省省道D10线、D16线、D16b线、D69线、D70线在米拉马斯境内交汇。
| 13 | 10 |

| 马赛 | 53 |

| 卡瓦永 | 34 |

| 普罗旺斯地区萨隆 | 12 |

2021年，80.6%的米拉马斯家庭拥有至少一辆私人汽车。2023年，米拉马斯境内共发生各类交通事故15起，造成1人遇难，20人受伤，其中3人重伤。

### 铁路

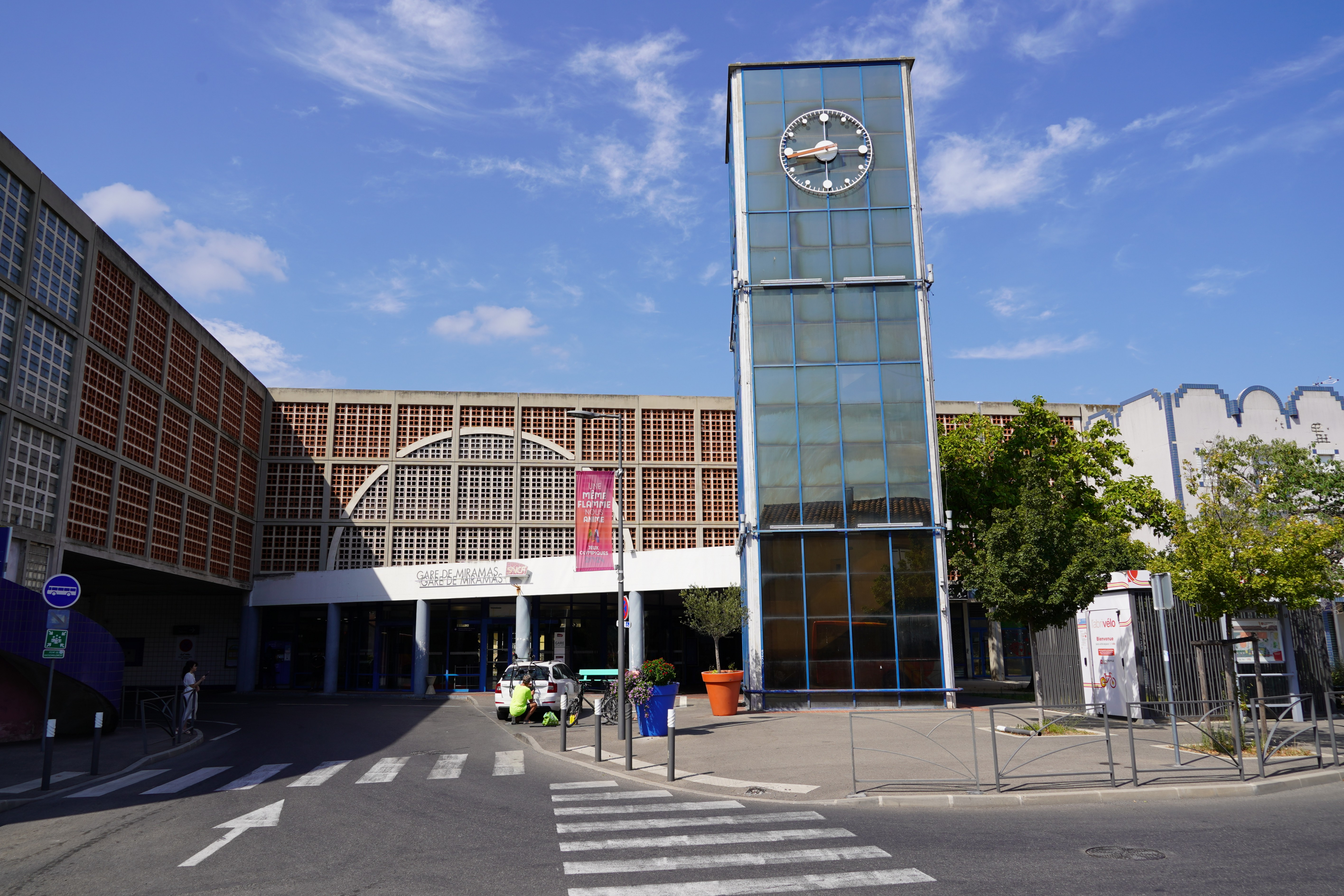
米拉马斯火车站

米拉马斯位于巴黎—马赛铁路、阿维尼翁—米拉马斯铁路和米拉马斯—莱斯塔克铁路的交汇处。米拉马斯站位于市区中部，停靠始发前往巴黎的高速列车，往返于里昂和马赛一线的长途快速区域列车，以及前往蒙彼利埃、阿维尼翁和经马蒂格前往马赛方向的普通区域列车。

### 航空
米拉马斯距离马赛普罗旺斯机场的公路里程大约33公里。

### 城市公共交通
米拉马斯是尤利西斯公交路网（商业名称为“Ulysse”）的服务覆盖范围，后者是都会交通网的组成部分。截至2025年4月，该公交路网共包括数十条公交线路，其中公交1路、6线、9路、10路、11路、12路、13路、25路以及数条校车线路经过了米拉马斯市区。

## 政治
米拉马斯的现任市长为弗雷德里克·维古鲁先生（Frédéric VIGOUROUX），他是社会党的一名成员，在2020年的市政选举中获得了66.07%的支持率。
在2022年的法国总统大选的第二轮选举中，法国极右翼政党国民阵线主席玛丽娜·勒庞在米拉马斯获得了60.11%的支持率。

## 人口
2022年，米拉马斯市镇人口数量为25,891，在法国排名第348位。其中男性12,842人，女性13,563人，75岁及以上人口占8.1%，外籍人口数量为3,361人，人口密度为1,006人/平方公里，当地居民被称为（男性）或（女性）。2015至2021年间，米拉马斯的人口增长率为0.5%。2022年，米拉马斯境内出生367人，死亡人口258人。
| 米拉马斯1901年－2022年人口变化情况 |
|                                    |
| 数据来源：Cassini、INSEE           |

## 经济
米拉马斯是一个区域性的中心城市。INSEE于2020年将米拉马斯划入马蒂格-萨隆就业区（Zone d'emploi de Martigues-Salon），并又于2022年将其划入米拉马斯生活区（Bassin de vie de Miramas）。截至2022年底，米拉马斯市镇范围内共有活跃企业705家，其中70.2%的员工总数在9人及以下；按照产业分类，当地一、二、三产业占比分别为2.0%、18.0%和80.0%。（食品采购）、（大型零售）及（交通运输组织）是当地2022年已公布营业额最高的三个企业，分别为90,178,670欧元、22,580,118欧元和6,008,128欧元。

## 财政与居民收入
2023年，米拉马斯的财政收入总额为51,420,750欧元，财政支出总额为49,201,990欧元，当年的债务总额为12,525,060欧元。2023年，米拉马斯市镇通过增值税获得879,910欧元的收入，此外当地还共获得了4,573,640欧元的国家直接财政补助。
| 米拉马斯居民收入情况                             | 米拉马斯居民收入情况 | 米拉马斯居民收入情况 | 米拉马斯居民收入情况 |
| 内容                                             | 米拉马斯             |                      | 法國                 |
| ------------------------------------------------ | -------------------- | -------------------- | -------------------- |
| 居民平均时薪                                     | 14.5欧元（2022年）   | 17.1欧元（2022年）   | 17欧元（2022年）     |
| 高级职员人均时薪                                 | 23.1欧元（2022年）   | 27.8欧元（2022年）   | 29.1欧元（2022年）   |
| 中级职员人均时薪                                 | 17.0欧元（2022年）   | 17.2欧元（2022年）   | 16.6欧元（2022年）   |
| 普通职员人均时薪                                 | 11.9欧元（2022年）   | 12.1欧元（2022年）   | 12.1欧元（2022年）   |
| 工人人均时薪                                     | 12.9欧元（2022年）   | 12.8欧元（2022年）   | 12.5欧元（2022年）   |
| 贫困率                                           | 23%（2021年）        | 18.5%（2021年）      | 14.5%（2021年）      |
| 青壮年（15至64岁）失业率                         | 14.2%（2021年）      | 12.6%（2021年）      | 10.4%（2021年）      |
| 家庭总数                                         | 10,652（2022年）     | 7,304（2022年）      | 1,160（2022年）      |
| 征税家庭数量占比                                 | 36.1%（2023年）      | 53.2%（2022年）      | 44.8%（2022年）      |
| 家庭年均纳税                                     | 2,098欧元（2023年）  | 4,268欧元（2022年）  | 4,481欧元（2022年）  |
| 资料来源：INSEE、L'Internaute、Le Journal du Net |                      |                      |                      |

## 社会事务

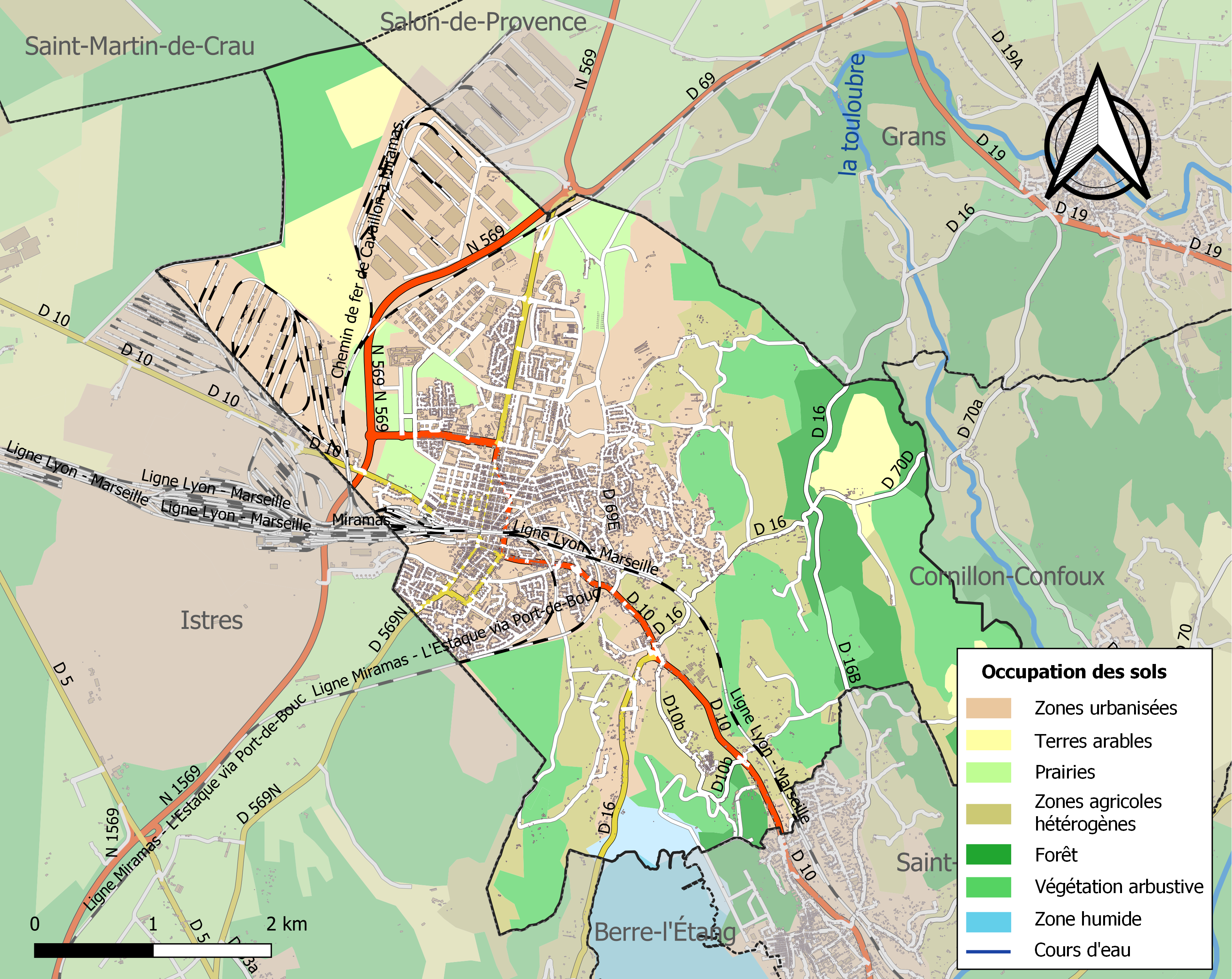
米拉马斯土地利用情况地图

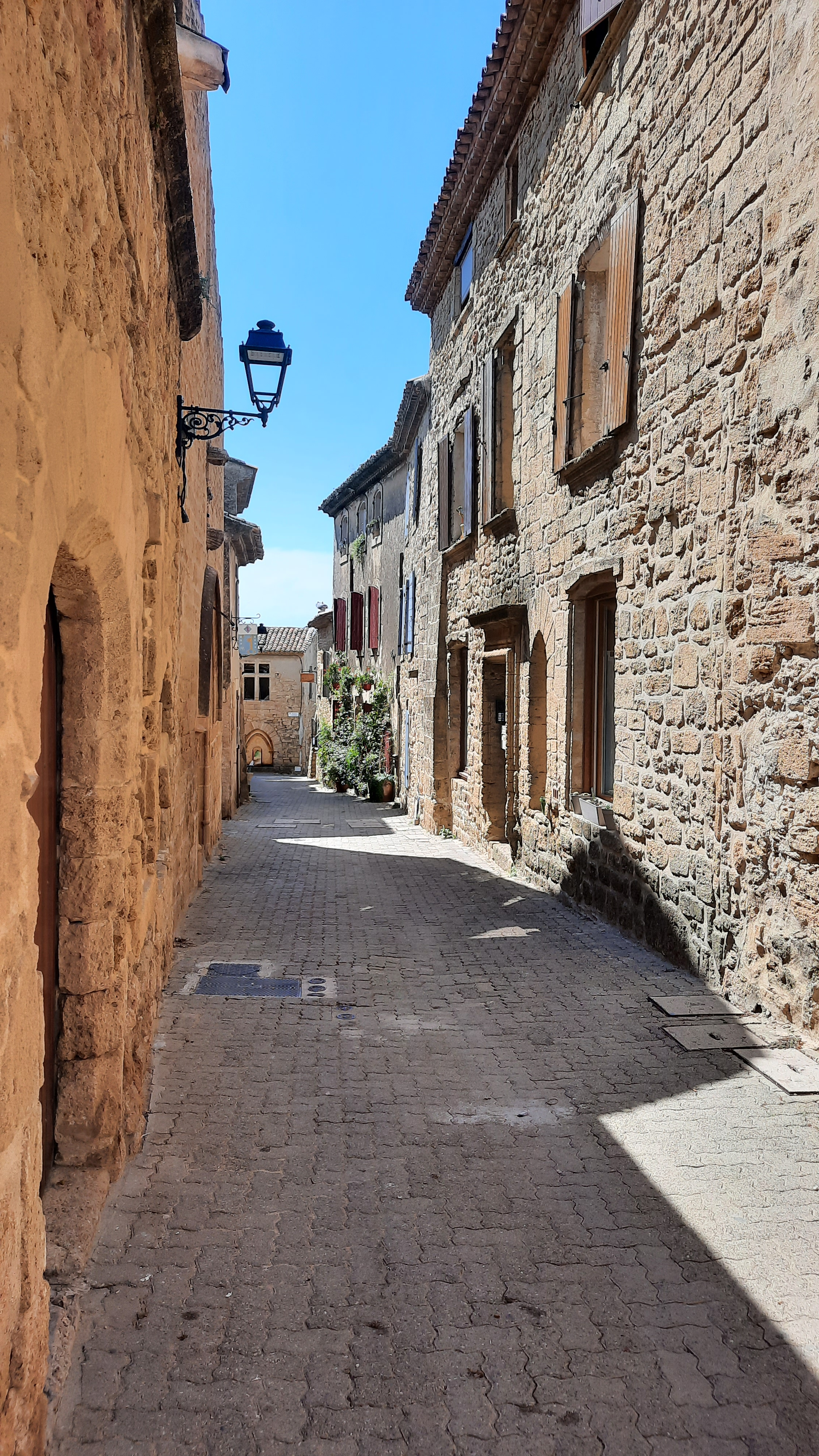
老城的一处街道

### 教育
米拉马斯属于艾克斯-马赛学区。截至2023年1月1日，米拉马斯境内共有7所幼儿园、13所小学、4所初级中学、1所普通高中、1所农业高中和1所职业高中。2022至2023学年度，米拉马斯境内共有在校中等教育阶段学生2,987名。

### 医疗
截至2023年1月1日，米拉马斯境内共有全科医生15名、保健师21名、牙医14名、护士100名、耳科医生1名、眼科医生2名、皮肤科医生1名、助产士1名、妇科医生2名、药房9家、养老院2家。
距离米拉马斯最近的区域性医疗机构为普罗旺斯地区萨隆中心医院（Centre Hospitalier de Salon-de-Provence），其主病区萨隆地区医院（Hôpital du pays Salonais）位于普罗旺斯地区萨隆，距离米拉马斯市区的正常车程大约16分钟，该院设有床位346个。

### 住房
2021年，米拉马斯境内共有各类住房11,960套，其中46.2%为独立式住宅，53.4%为集中式住宅。常住房屋占米拉马斯市镇范围内居民建筑总量的93.3%。 2023年，米拉马斯的居住税率为16.70%，不动产税率为42.49%（其中空置土地的不动产税率为37.34%）。
在住房保障政策方面，2023年，米拉马斯境内共有5,780户家庭获得了家庭津贴补助，受益人数占总人口数量的22.3%，其中2,660份为房租补助。

### 商业
2021年，米拉马斯境内共有各类实体商铺638家，其中餐厅93家、大型超市5家、杂货店8家、面包房19家、肉铺11家、书店2家、装饰品店1家、银行门店8家、美容美发店38家、汽车维修店39家。米拉马斯镇中心南部建有一家家乐福商场，北部则建有Intermarché和Aldi卖场。

### 体育
2023年，米拉马斯境内共有2家游泳池、7间体育馆、2座综合体育场、1处网球场、3处马术场、2处足球或橄榄球场、3处篮球或排球场以及1处高尔夫球场。
截至2025年4月，米拉马斯境内共有五家注册足球俱乐部。米拉马斯体育会（Union Sportive Miramas，编号545635）是当地的代表性足球队，其主队2024至2025赛季参加罗讷河口省足球联赛乙组（法国第十级别），其主场为勒库旺球场（Stade du Couvent）。

### 环境
米拉马斯的环境事务由其所属的艾克斯-马赛普罗旺斯都会区联合各级政府协调负责。2021年，米拉马斯境内共有1家污染企业。

### 治安
2023年，米拉马斯市镇范围内累计记录各类案件1,382起，其中盗窃类案件501起，人身侵犯类案件410起，毒品交易类案件134起。

## 文化

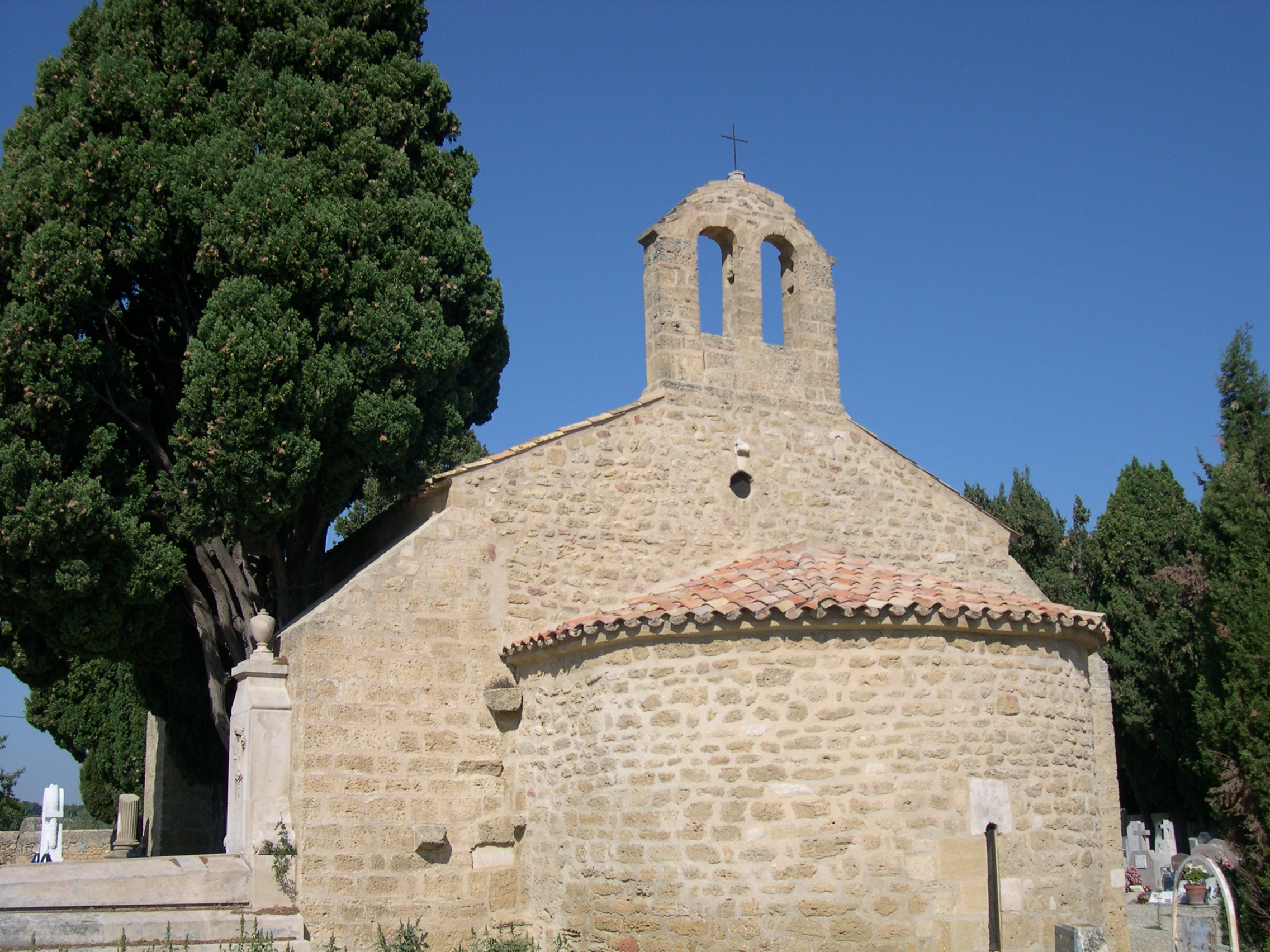
圣让小教堂

2023年，米拉马斯境内共有1家电影院和1家博物馆。米拉马斯境内建有市际多媒体中心（Médiathèque intercommunale），每周二、三、五、六向公众开放。

### 建筑
截至2025年4月，米拉马斯境内共有1处建筑被列入法国国家文物保护单位，为圣让小教堂，此外教堂、教堂等也是当地的地标性建筑物。

### 旅游
米拉马斯的旅游事务由其所属的艾克斯-马赛普罗旺斯都会区联合各级政府协调负责。2024年，米拉马斯境内共有1家酒店共计72间房间。

### 媒体
法国主要的媒体均可在米拉马斯接收，法国电视三台下属的普罗旺斯-阿尔卑斯-蓝色海岸大区频道在部分时段播出米拉马斯所在罗讷河口省的地方新闻。Ici普罗旺斯广播、卡马格广播、《普罗旺斯报》、《马赛人报》等是当地主要的地方性媒体。

## 友好城市
截至2025年4月，米拉马斯暂未建立任何友好城市关系。